# Авизо тип „Вахт“
Вахт (на немски: Wacht) са серия крайцери-авиза на Императорските военноморски сили, построени през 1880-те години на 19 век. Проектът е развитие на типа „Блиц“. Всичко от проекта са построени 2 единици: „Ягд“ (на немски: SMS Jagd) и „Вахт“ (на немски: SMS Wacht).

## Конструкция

### Корпус
Корабите от типа „Вахт“ имат дължина 84 метра по водолинията и 85,5 м обща. Тяхната ширина е 9,66 м и имат газене от 3,74 м по носа и 4,67 м при кърмата. Те имат нормална водоизместимост от 1246 тона и 1499 тона пълна. Наборът на корпуса е напречен. „Вахт“ и „Ягд“ имат екипаж от 7 офицера и 134 матроса. Мореходните им качества не са високи, освен товасе отличават с посредствена маневреност.

### Силова установка
Всяко авизо се задвижва от две хоризонтални трицилиндрови парни машини с тройно разширение, които са разположени в две машинни отделения, едно зад друго. Парата се подава от четири локомотивни огнетръбни котли, който имат четири огнища в двете котелни отделения. Котлите имат повърхност на нагряване от 875 м² и налягане 10 атмосфери. В началото на 1890-те години са поставени нови котли с осем огнища и площ на нагрев 872 м². При проектна мощност от 3800 к.с. машините развиват около 3450 к.с. (3461 к.с. „Вахт“ и 3451 к.с. „Ягд“). Всяка машина привежда в движение трилопастен винт с диаметър 3,3 м. Корабите показват следната максимална скорост: „Ягд“ – 18,2 възела и „Вахт“ – 19,0 възела. Пълният запас въглища е 230 тона, който позволява на корабите да покажат максималната далечина на плаване от 2860 морски мили на ход от 10 възела.

## История на службата
- „Wacht“ – заложен 1886 г., спуснат на 27 август 1887 г., в строй от 8 август 1888 г.
- „Jagd“ – заложен 1887 г., спуснат на 7 юли 1888 г., в строй от 25 юни 1889 г.[2]

## Оценка на проекта
Поставянето в толкова малка водоизместимост на 105 mm оръдия и торпедни апарати се оказва добро решение за проблема създаване на малки бойни кораби, годни за действия на театрите в закрити води – такива, като Балтийско и Северно море.